# Dorotheenstraße 1 (Magdeburg)

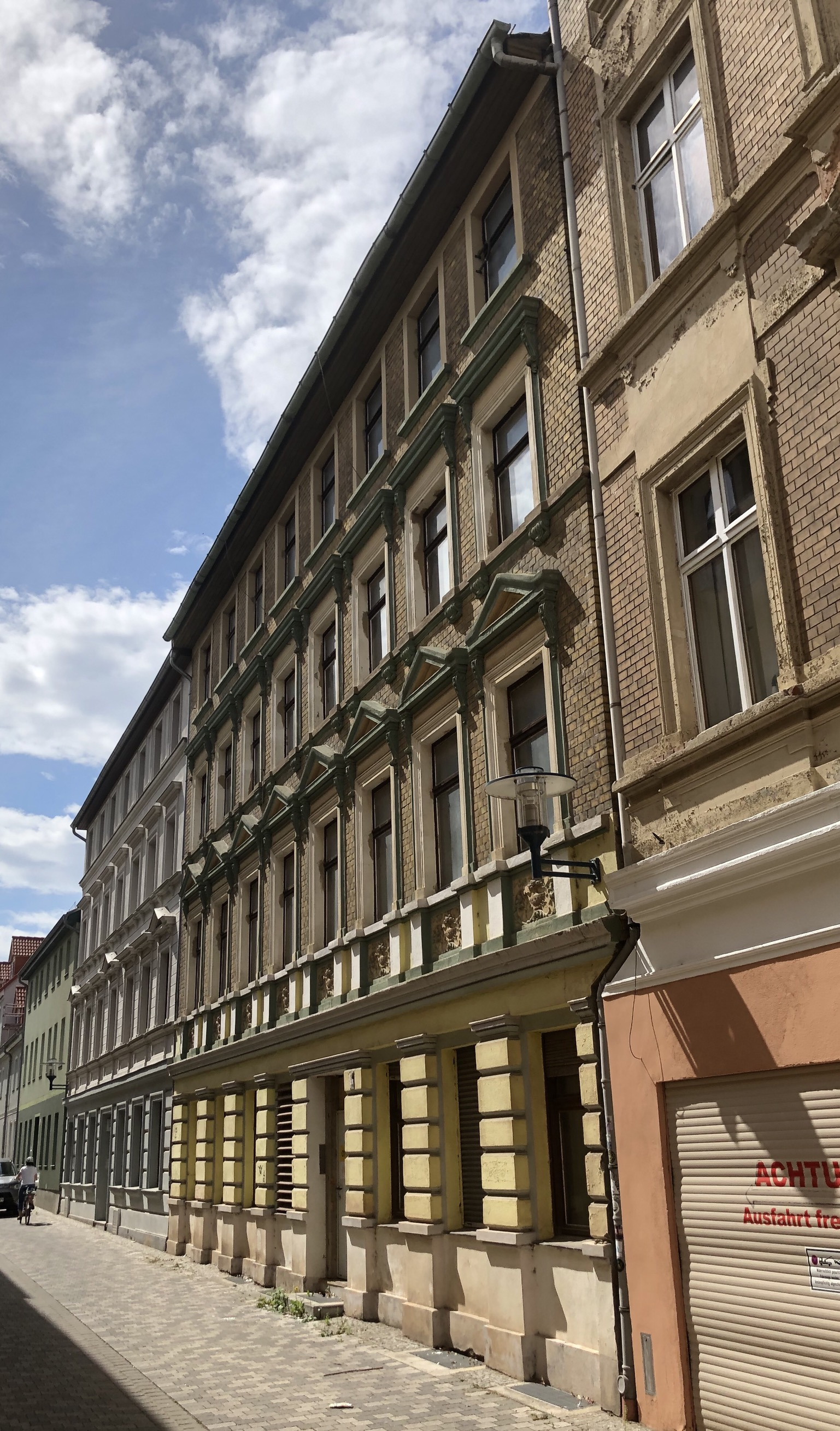
Wohnhaus Dorotheenstraße 1

Das Gebäude Dorotheenstraße 1 ist ein denkmalgeschütztes Wohnhaus in Magdeburg in Sachsen-Anhalt.

## Lage
Es befindet sich auf der Nordseite der Dorotheenstraße im Magdeburger Stadtteil Buckau. Westlich grenzt das gleichfalls denkmalgeschützte Haus Dorotheenstraße 2, östlich die Schönebecker Straße 23 an.

## Architektur und Geschichte
Das viergeschossige, zum Teil verputzte Ziegelgebäude entstand im Zeitraum 1880/90. Die achtachsige Fassade ist im Stil der Neorenaissance gestaltet. Im ersten Obergeschoss verfügen die Fensteröffnungen über Fensterverdachungen in Form von Dreiecksgiebeln, im zweiten in Form von Kragplatten.
Im örtlichen Denkmalverzeichnis ist das Wohnhaus unter der Erfassungsnummer 094 82602 als Baudenkmal verzeichnet.
Das Gebäude ist als Teil der erhaltenen gründerzeitlichen Straßenzeile prägend für das Straßenbild und gilt als Beispiel für ein einfaches Wohnhaus der Bauzeit im Industrieort Buckau.